# Viperinae
« Vipère » redirige ici. Pour les autres significations, voir Vipère (homonymie).
Sous-famille
Synonymes
- Causinae Cope, 1859

Les Viperinae ou vipères sont une sous-famille de serpents de la famille des Viperidae. Elle a été créée par Nicolaus Michael Oppel (1782-1820) en 1811.
Elle compte près de 100 espèces. Les Viperinae avec les Azemiopinae et les Crotalinae forment la famille des Viperidae.

## Répartition
Les Viperinae se rencontrent en Afrique, en Asie et en Europe. Elles ne sont pas présentes sur le continent américain, contrairement à leurs proches parents de la sous-famille des Crotalinae.

## Liste des genres
Selon The Reptile Database (22 janvier 2014) :
- Atheris Cope, 1862
- Bitis Gray, 1842
- Causus Wagler, 1830
- Cerastes Laurenti, 1768
- Daboia Gray, 1842
- Echis Merrem, 1820
- Eristicophis Alcock, 1896
- Macrovipera Reuss, 1927
- Montatheris Broadley 1996
- Montivipera Nilson, Tuniyev, Andrén, Orlov, Joger & Herrmann, 1999
- Proatheris Broadley 1996
- Pseudocerastes Boulenger, 1896
- Vipera Laurenti, 1768

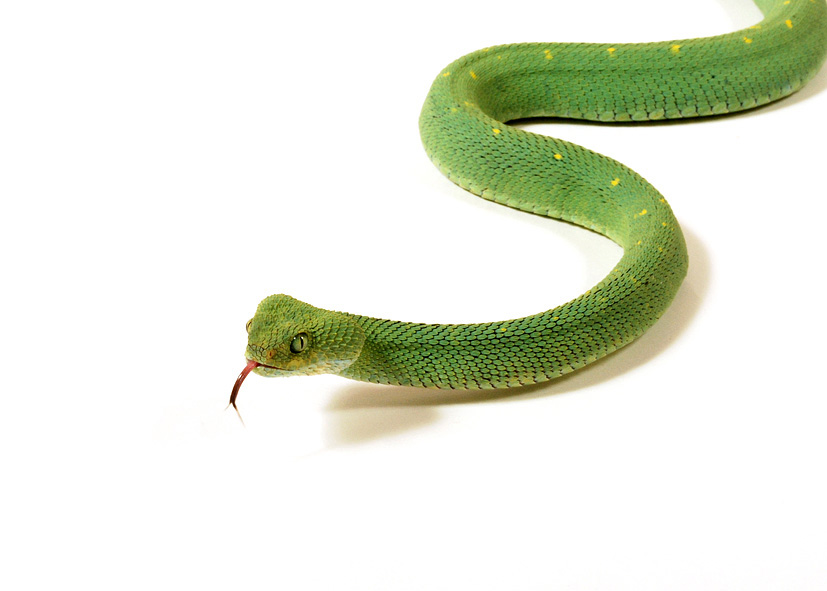
Atheris chlorechis
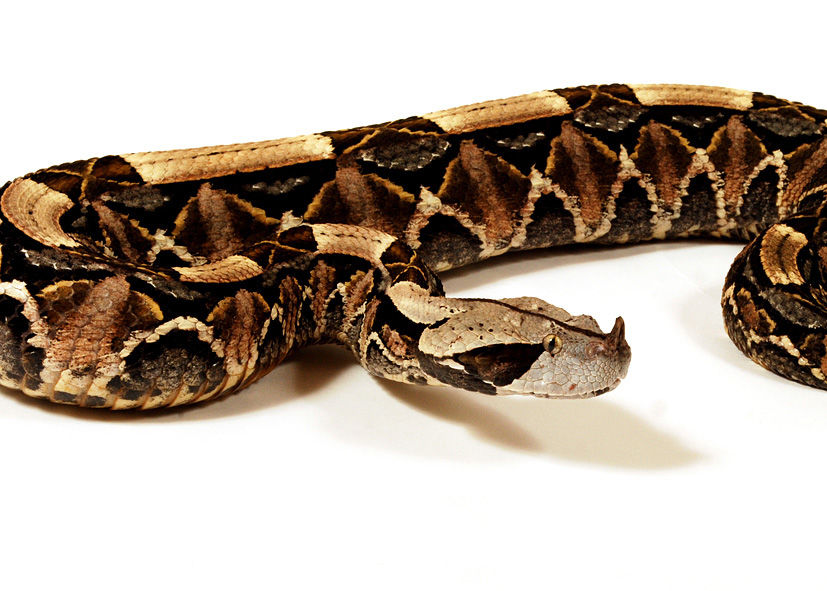
Bitis gabonica
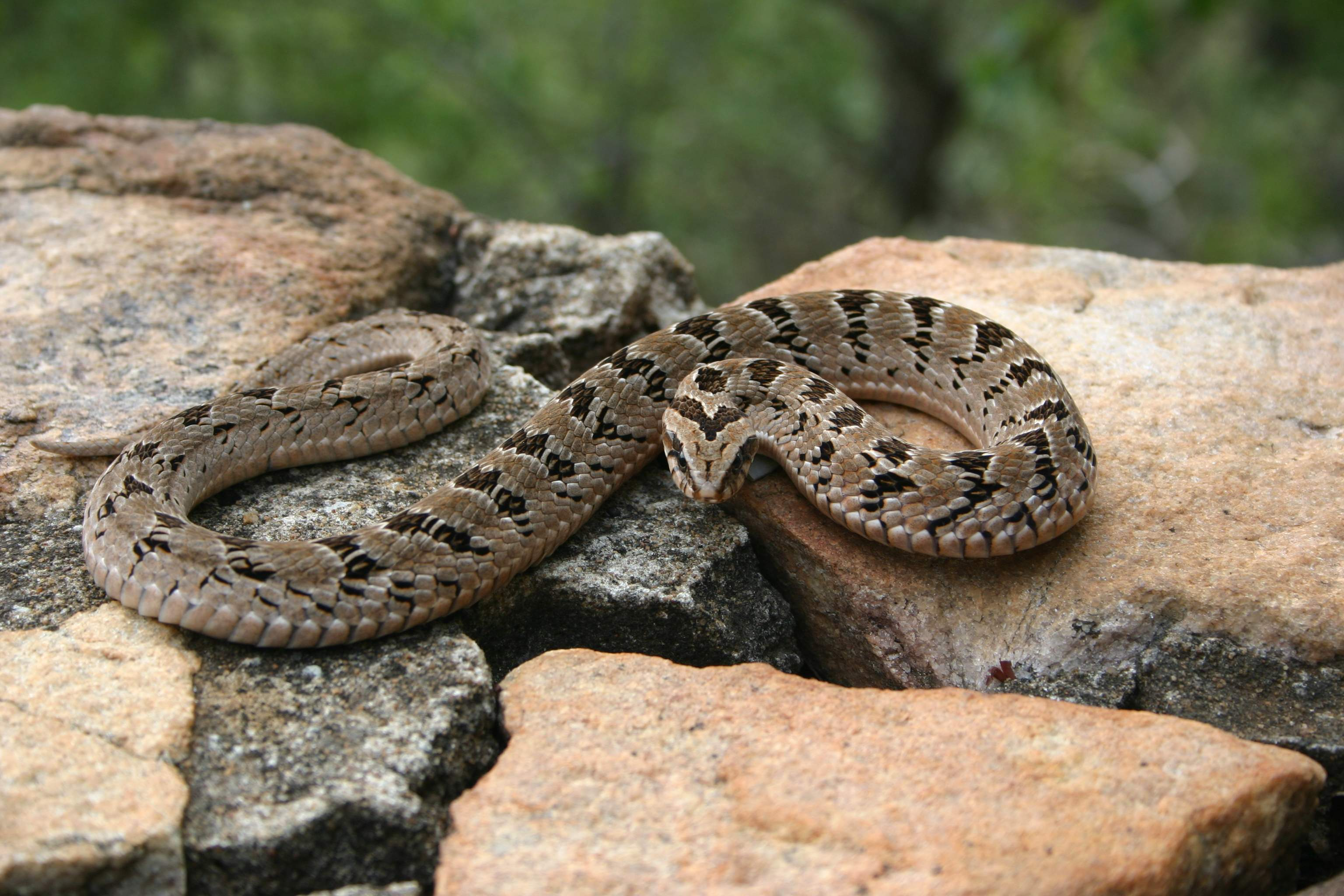
Causus rhombeatus
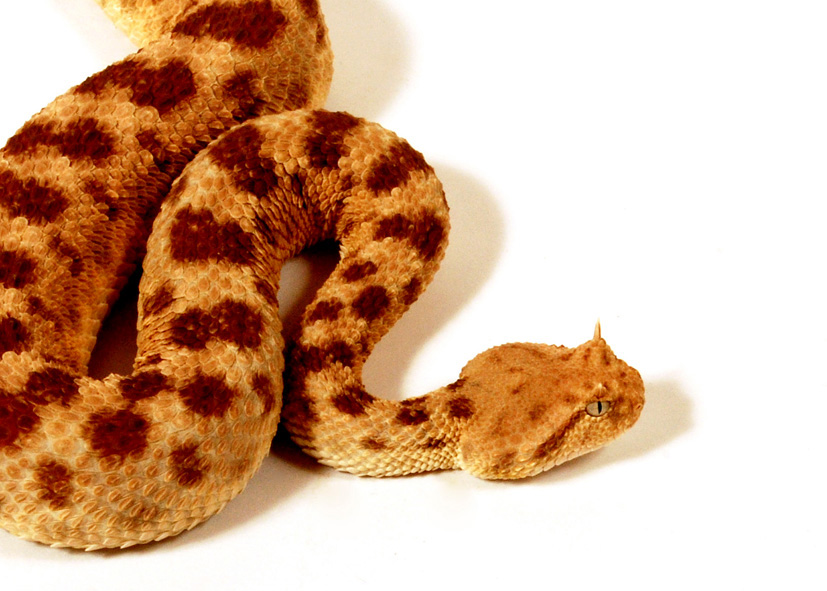
Cerastes cerastes
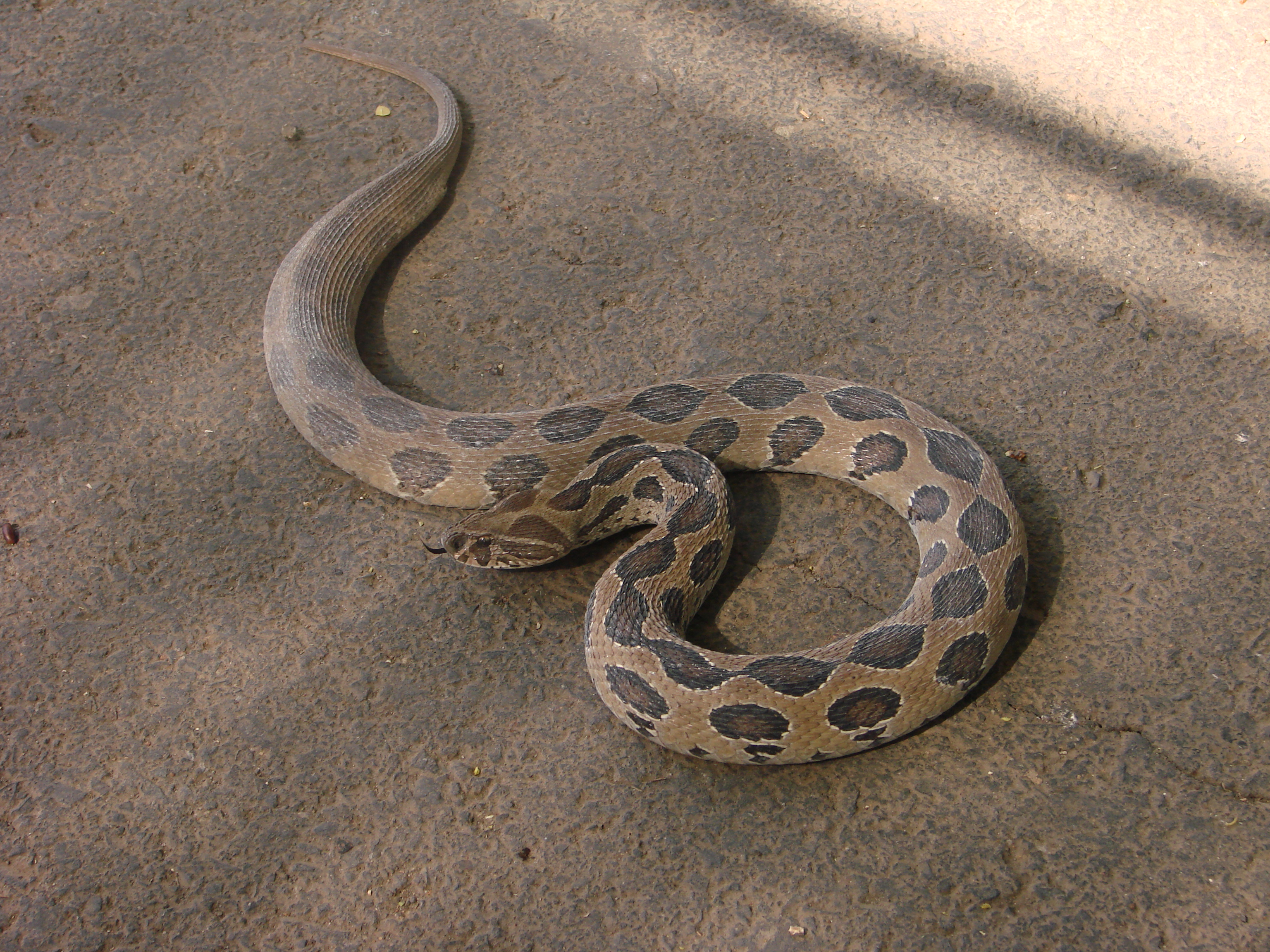
Daboia russelii
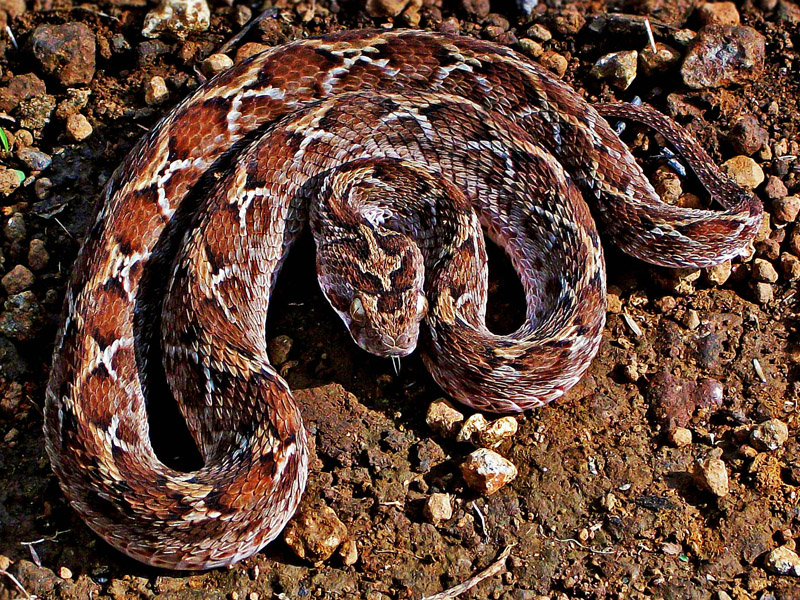
Echis carinatus
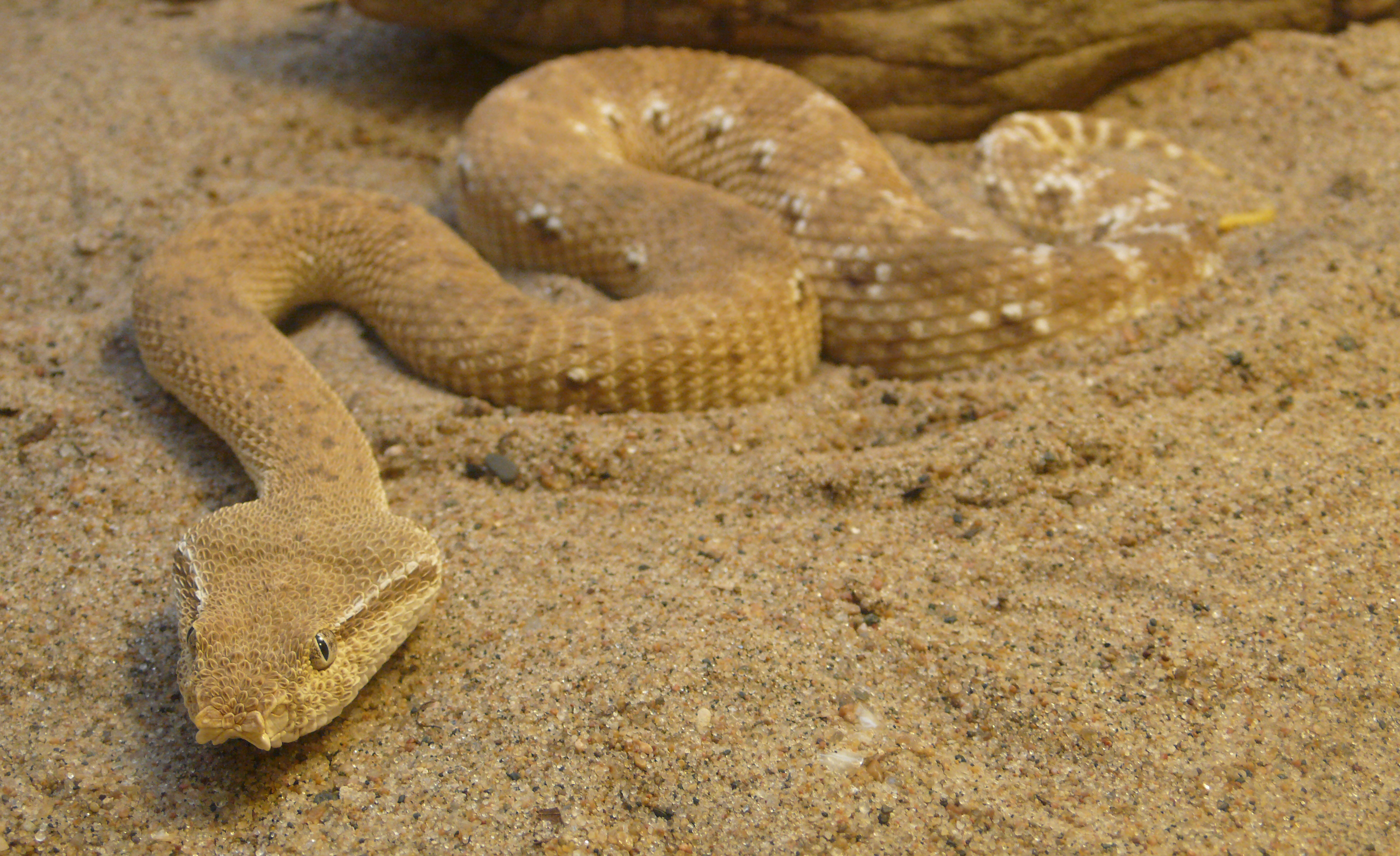
Eristicophis macmahonii
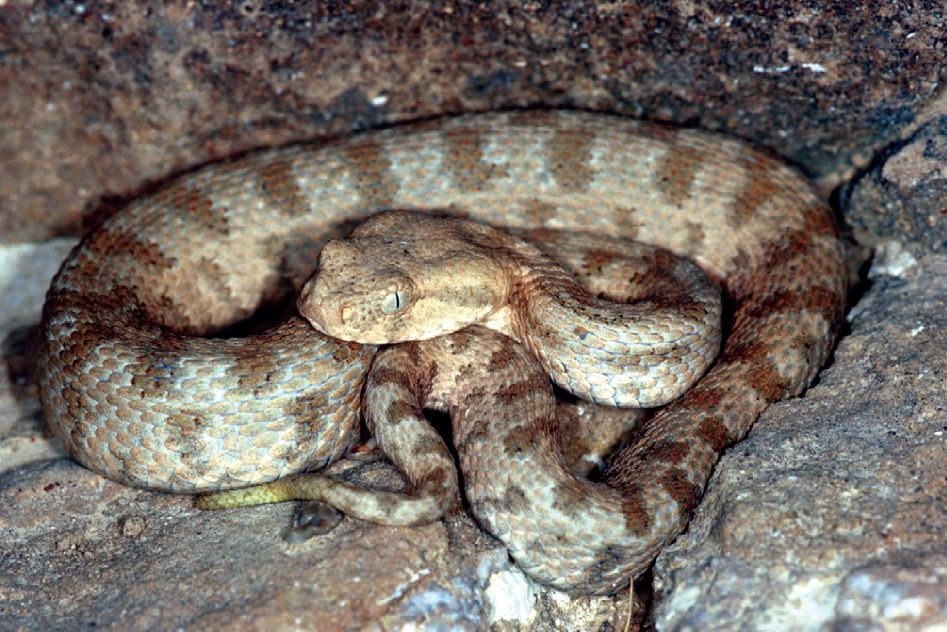
Macrovipera lebetina
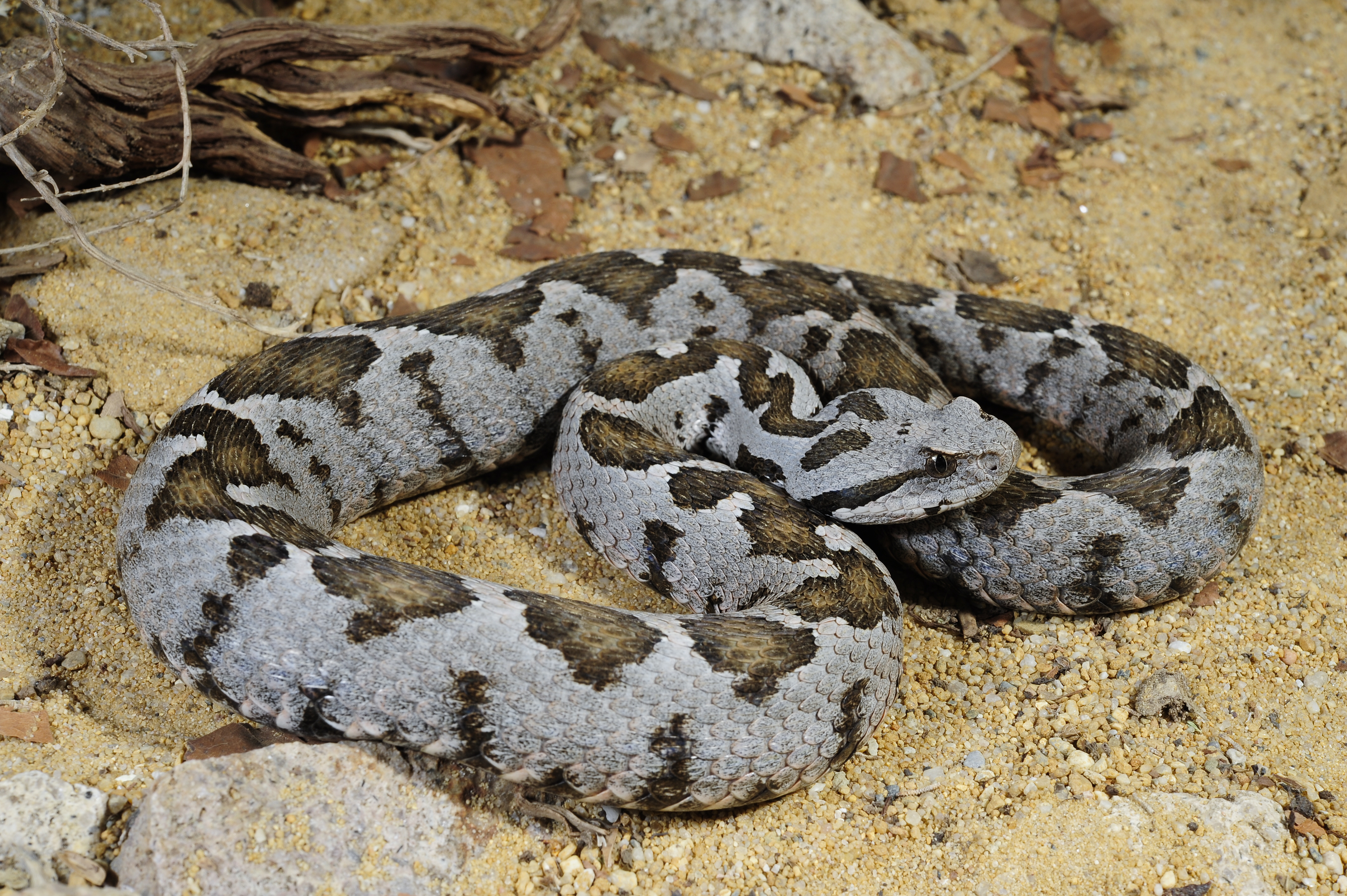
Montivipera xanthina
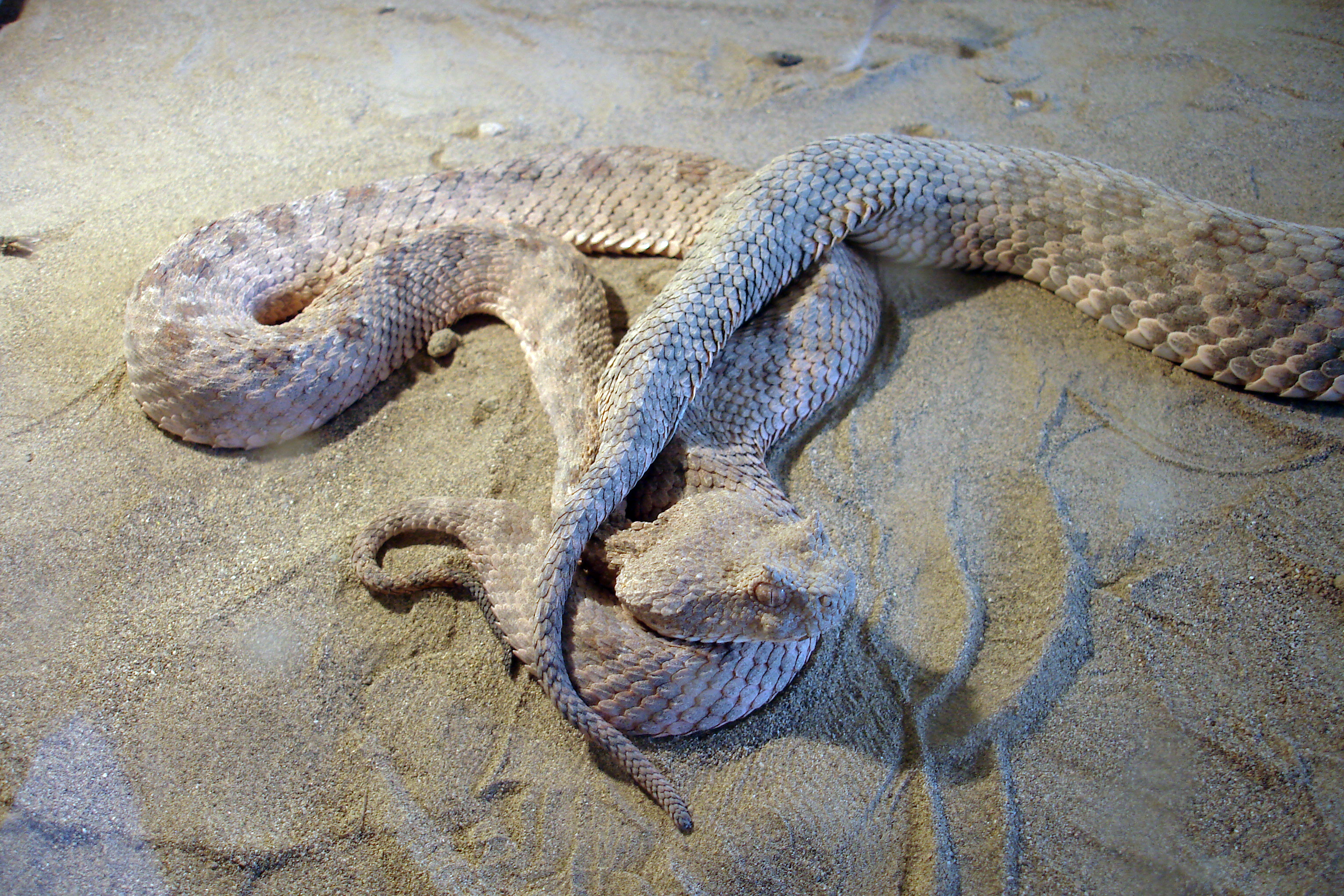
Pseudocerastes persicus
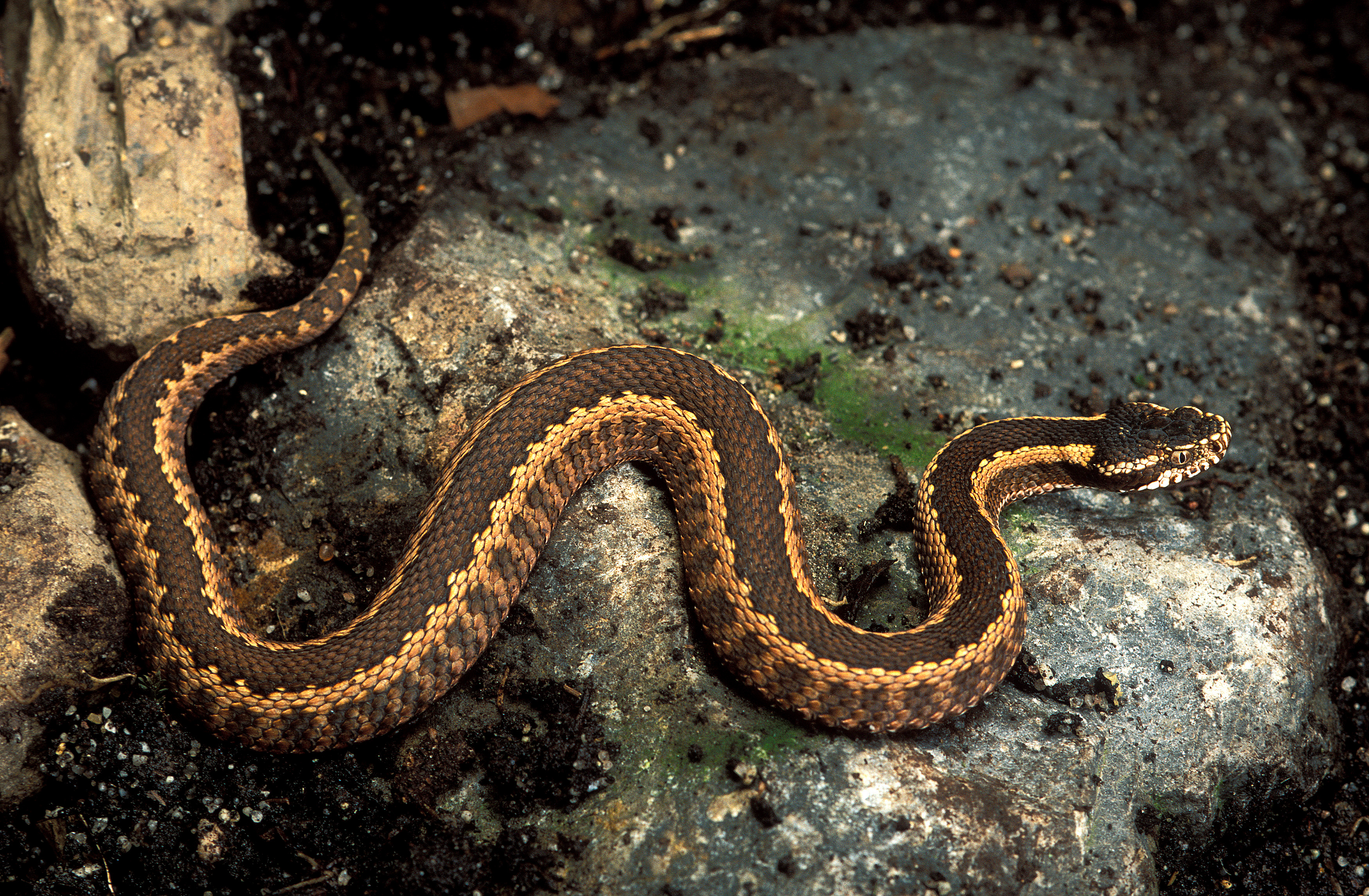
Vipera dinniki

## Éléments de différenciation couleuvre / vipère

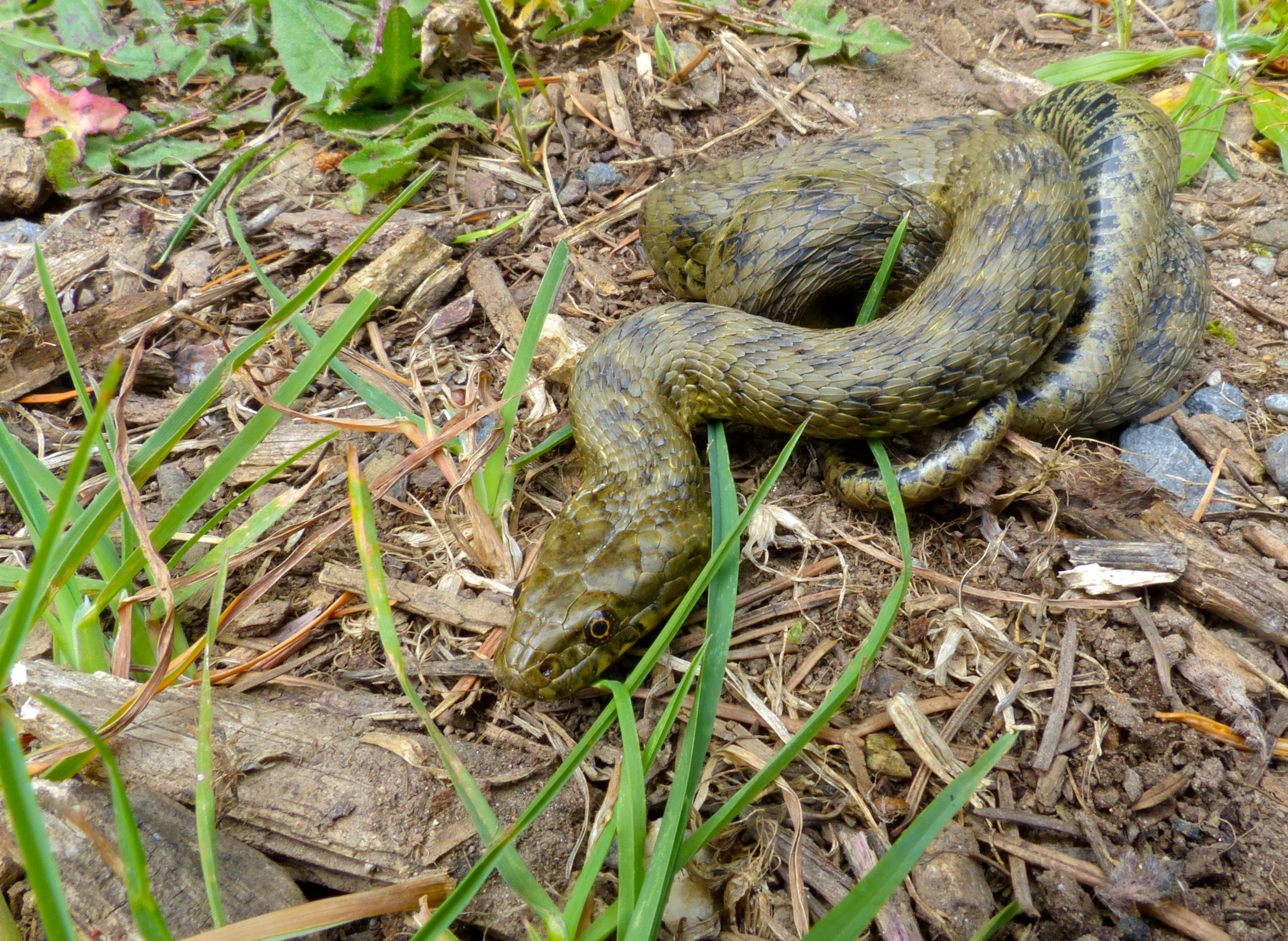
La couleuvre vipérine (Natrix maura) est une couleuvre tout à fait inoffensive, mais qui ressemble beaucoup à une vipère.

Les critères diagnostiques fréquemment employés pour différencier couleuvres et vipères en France ne sont pas toujours opérants.
Les couleuvres ne possèdent pas toujours une tête ovale, elle peut tendre vers une forme rejoignant le triangle, surtout à l'âge adulte, et les vipères n'ont pas toujours une tête bien triangulaire et aplatie. La coloration dorsale en zigzags, souvent attribuée aux vipères, peut être présente chez certaines couleuvres, notamment la couleuvre vipérine totalement inoffensive, et peut, à l'inverse, avoir tendance à disparaître chez certaines vipères. Les vipères ont souvent un motif en V sur la tête, mais ce critère n'est pas du tout fiable car il est parfois estompé chez les vipères alors que de nombreuses couleuvres ont également un motif plus ou moins similaire. L'écaillure de la tête varie d'une espèce à l'autre : si la vipère aspic se reconnait bien à ses petites écailles sur la tête, au contraire des couleuvres européennes qui ont toutes un certain nombre de grandes écailles en plaques (souvent neuf plaques sur le dessus de la tête), ce n'est pas le cas d'autres espèces de vipères, notamment la vipère péliade qui a de grandes écailles sur la tête (dont le nombre peut varier) et qui rappellent donc faussement les couleuvres si l'on se fie uniquement à ce critère. Les vipères ont un corps plus trapu et ont une queue nettement plus courte et plus distincte que celles des couleuvres, mais ce critère n'est pas toujours facilement discernable, certaines vipères (surtout les mâles) peuvent être minces et élancées, sans limite visible pour le début de la queue, tandis que certaines couleuvres comme la coronelle lisse ont une queue relativement courte comparativement aux autres espèces de couleuvres. Tous ces critères ne doivent donc pas être considérés comme fiables par des personnes peu accoutumées à observer et différencier les serpents, ils ne forment qu'un ensemble de critères parmi d'autres qui aident à reconnaitre ces serpents avec un peu d'expérience. Il est dans tous les cas fortement déconseillé de toucher à un serpent si l'on n'est pas certain de pouvoir l'identifier correctement.
En Europe de l'Ouest, le seul et unique critère fiable pour les débutants qui permette de différencier facilement les vipères des couleuvres (toutes espèces confondues), est que les vipères ont toutes des pupilles nettement verticales (comme les yeux d'un chat), quelle que soit l'intensité lumineuse, alors que les couleuvres ont toutes des pupilles bien rondes. En Europe orientale cependant, une seule espèce de couleuvre, vivant uniquement dans les Balkans, fait exception à cette règle et présente des pupilles verticales : la couleuvre-chat. Ce critère peut donc être utile en Europe, mais il ne doit surtout pas être pris en compte dans les autres régions du monde où de nombreux serpents très dangereux ont des pupilles rondes (les Élapidés notamment, et même quelques vipères comme le genre Causus en Afrique).

## Utilisation en pharmacie
Outre leur utilisation dans la préparation de la thériaque, on considérait au XVIIe siècle que la chair de vipère était le meilleur antidote aux envenimations causée par cette espèce ou par d'autres. Les animaux, dans certaines régions étaient élevés dans des vipèreries, lieux qui survécurent jusqu'au XIXe siècle. L'ignorance autour de leur biologie en faisait de véritables panacées. Certains médecins ou pharmaciens de cette époque, comme Moïse Charas qui publie une étude assez sérieuse à leur sujet en 1670, en avaient fait leur spécialité. C'est probablement Francesco Redi (1626-1697) qui fut l'un des premiers à démontrer comment le venin de la vipère était injecté et qu'il était sécrété par une glande située dans la tête de l'animal.
La chair de vipère était réputée, au XVIIe siècle, avoir des vertus revigorantes permettant d'allonger la durée de vie. Elle n'était pas consommée comme telle, mais donnée à manger à de la volaille, cette dernière aboutissant sur la table des élites.
Le venin de vipère est quelquefois utilisé dans des préparations pharmaceutiques visant à dissoudre un éventuel bouchon de cérumen.
L'ancrod est un extrait de venin d'une vipère de Malaisie (Calloselasma rhodostoma) ayant une activité anticoagulante importante par destruction rapide du fibrinogène, protéine intervenant dans la formation des caillots. L'ancrod a été testé dans différentes maladies et semble avoir une certaine efficacité dans les accidents vasculaires cérébraux pris très précocement.

## Quelques espèces connues de vipères

### En Europe
- Vipère aspic (Vipera aspis) - espèce la plus commune en France, aussi présente en Suisse romande, dans la majeure partie de l'Italie et à l’extrême nord de l'Espagne,
- Vipère péliade (Vipera berus) - espèce la plus répandue en Eurasie, jusqu'au delà du cercle polaire arctique au nord, elle est aussi présente en France, en Belgique et en Suisse,
- Vipère de Séoane (Vipera seoanei) - nord de l'Espagne et extrême sud-ouest de la France,
- Vipère d'Orsini (Vipera ursinii) - espèce rare disséminée dans les montagnes d'Europe du Sud, dont le sud-est de la France, et quelques régions de plaine en Europe centrale et orientale,
- Vipère des steppes (Vipera renardi) - steppes d'Europe de l'Est
- Vipère ammodyte (Vipera ammodytes) - Balkans,
- Vipère de Lataste (Vipera latastei) - péninsule Ibérique,
- Vipère du Caucase (Vipera kaznakovi) - piémonts sud et montagnes de l'ouest du Caucase (aire débordant à peine en Europe géographique)
- Vipère ottomane (Montivipera xanthina) - localisée en Europe à l’extrême est des Balkans (au nord-est de la Grèce et en Turquie d'Europe) et quelques îles égéennes,
- Vipère de Milos (Macrovipera schweizeri ou Macrovipera lebetina schweizeri) - endémique de quelques îles grecques.

### Afrique
- Vipère à cornes (Cerastes cerastes) - Maghreb, Moyen-Orient
- Vipère de l'Atlas (Daboia mauritanica) - Maghreb
- Vipère des pyramides (Echis pyramidum)
- Vipère du désert de Namibie (Bitis peringueyi)
- Vipère heurtante (Bitis arietans)
- Vipère du Gabon (Bitis gabonica)
- Vipère rhinocéros (Bitis nasicornis)
- Vipère des buissons (Atheris chlorechis)

### Asie
- Vipère de Russell (Daboia russelii)
- Vipère lébétine (Macrovipera lebetina)
- Échide carénée (Echis carinatus)
- Vipère à queue d'araignée (Pseudocerastes urarachnoides)

## La vipère dans la culture populaire
La vipère fut l'objet d'un culte chez de nombreux peuples, comme les Lombards (culte encore mentionné à Bénévent dans les années 660), ou en Asie mineure dans l'Antiquité.

## Venin
Les morsures de vipères européennes sont rarement mortelles : un adulte en bonne santé et sans problème cardio-vasculaire n'encourt aucun risque vital si la prise en charge est rapide en milieu hospitalier. En l'absence de traitement le pronostic peut être sévère et le décès est possible même si cela reste rare.
En revanche, certaines espèces tropicales comme la Vipère de Russell (Daboia russelii), l'Échide carénée (Echis carinatus) ou la Vipère heurtante (Bitis arietans) peuvent être extrêmement dangereuses et causent un nombre important de décès chaque année.
En cas de morsure, voir le plus rapidement possible un médecin et éviter tous autres gestes :
- l'utilisation de dispositif type Aspivenin est inutile ;
- ne pas inciser la plaie ce qui favoriserait les nécroses des tissus ou la surinfection de la morsure ;
- ne pas mettre de garrot : le venin peut passer en longeant les gaines nerveuses, et cela risque d'engendrer de graves nécroses ;
- ne pas sucer la plaie car il peut y avoir risque de s'envenimer si l'on a la moindre plaie dans la bouche ;
- faitre allonger la victime et la rassurer pour que le venin se propage moins vite ;
- prévenir les secours (au téléphone, le centre anti-poison le plus proche ou le 15 en France, le 144 en Suisse et le 112 dans l'Union européenne) ;
- si l'on est isolé, transporter la victime dans un hôpital sans la faire marcher.

## La vipère dans le langage courant
La vipère est à l'origine de certaines expressions françaises : voir Idiotisme animalier.

## Publication originale
- Oppel, 1811 : Die Ordnungen, Familien und Gattungen der Reptilien, als Prodrom einer Naturgeschichte derselben. J. Lindauer, München (texte intégral).